# 263
263是262與264之間的自然數。

## 在數學中
- 第56個質數。前一個為257、下一個為269。
  - 非正規質數
  - 陳質數
  - 愛森斯坦質數
  - 安全質數
  - 高斯質數之一。
- 十进制的等數位數。
- 快樂數
- 5個連續質數和（43+47+53+59+61）

## 在人類文化中
- 宜蘭縣壯圍鄉的郵遞區號為263
- 辛巴威的國際電話區號為263
- 大和級戰艦是大日本帝國海軍所建造戰艦的艦型，全長263公尺
- 九七式艦上攻擊機為大日本帝國海軍於1930年代後期開發的艦上攻擊機，巡航速度為263km/h
- 2008年10月3日，美國國會眾議院以263票贊成171票反對投票通過經過修改的總額達7000億美元的2008年經濟穩定緊急法案
- 維克斯VC.1維京的最大速度為263英里
- 玉郎漫畫出版至1992年9月19日第263期停刊

## 在科學中
- 鑪-263是鑪中最穩定的同位素，它的半衰期有10分鐘
- 1983年的美國針對三聚氰胺進行動物實驗研究，49隻雄鼠和50隻雌鼠每天被餵食263毫克的三聚氰胺20週之後，約1/6的雄鼠身上被驗出有癌細胞，而經過103週相當於2年多以後，49隻雄鼠全部都帶有癌細胞

## 在地理中
- 香港一共有263個島嶼
- 亞歷山大縣 (北卡羅萊納州)的面積為263平方英里
- 伊塔斯加縣的水域面積為263平方英里

## 在天文中
- NGC 263 是鯨魚座的一個星系

## 在其他領域中
- 公元263年和前263年
- H.263是由ITU-T制定低碼率視訊編碼標準，屬於視訊編解碼器
- 香港九龍巴士263線，來往屯門鐵路站與沙田鐵路站
- 猛獅NL263，德國猛獅出產的巴士車款
- 263网络通信，中國大陸一家互聯網服務供應商。